# Bauvin
Bauvin [bovɛ̃] (ndl.: „Balvin“) ist eine französische Gemeinde mit 5124 Einwohnern (Stand 1. Januar 2022) im Département Nord in der Region Hauts-de-France.

## Geografie
Die Stadt Bauvin liegt an der Grenze zum Département Pas-de-Calais, zehn Kilometer nördlich von Lens und 15 Kilometer südwestlich von Lille an der kanalisierten Deûle, die auch unter dem Namen Canal de la Deûle bekannt ist. Hier zweigt von diesem der Canal d’Aire Richtung Westen ab, der im Rahmen einer Kette von Kanälen, die für Schiffe mit einer Ladekapazität von bis zu 3000 Tonnen ausgebaut wurden, den Großschifffahrtsweg Dünkirchen-Schelde bildet. In Bauvin wurde bis ins 20. Jahrhundert Steinkohle gefördert. Durch die Bergarbeitersiedlungen ist Bauvin mit den Nachbargemeinden Provin und Meurchin baulich zusammengewachsen.

## Bevölkerungsentwicklung
| Jahr                       | 1962 | 1968 | 1975 | 1982 | 1990 | 1999 | 2008 | 2020 |
| Einwohner                  | 4018 | 3972 | 3835 | 4356 | 5444 | 5338 | 5314 | 5044 |
| Quellen: Cassini und INSEE |      |      |      |      |      |      |      |      |

## Sehenswürdigkeiten

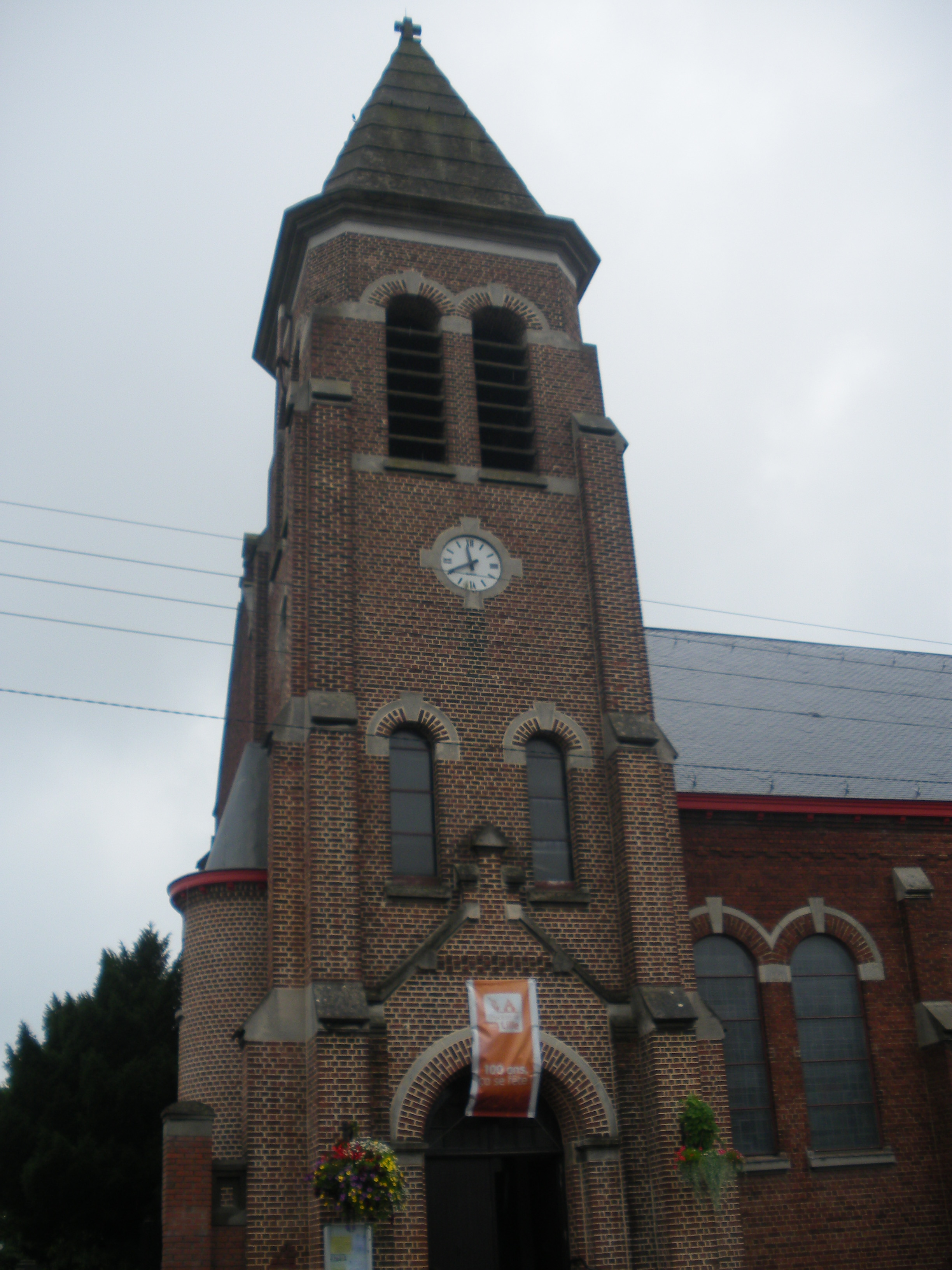
Kirche Saint-Quentin
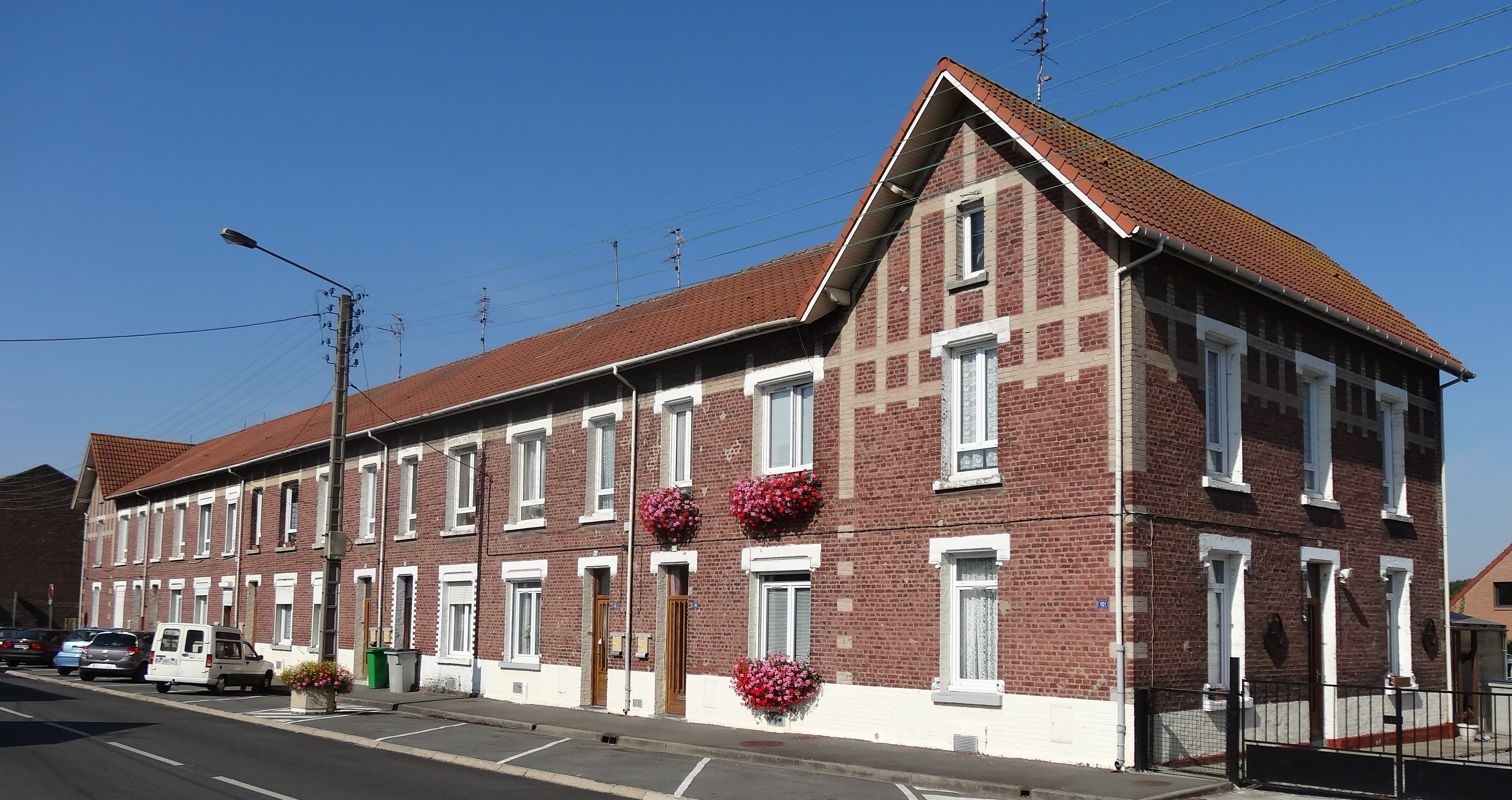
Bergarbeitersiedlung Cité des Vieux-Corons
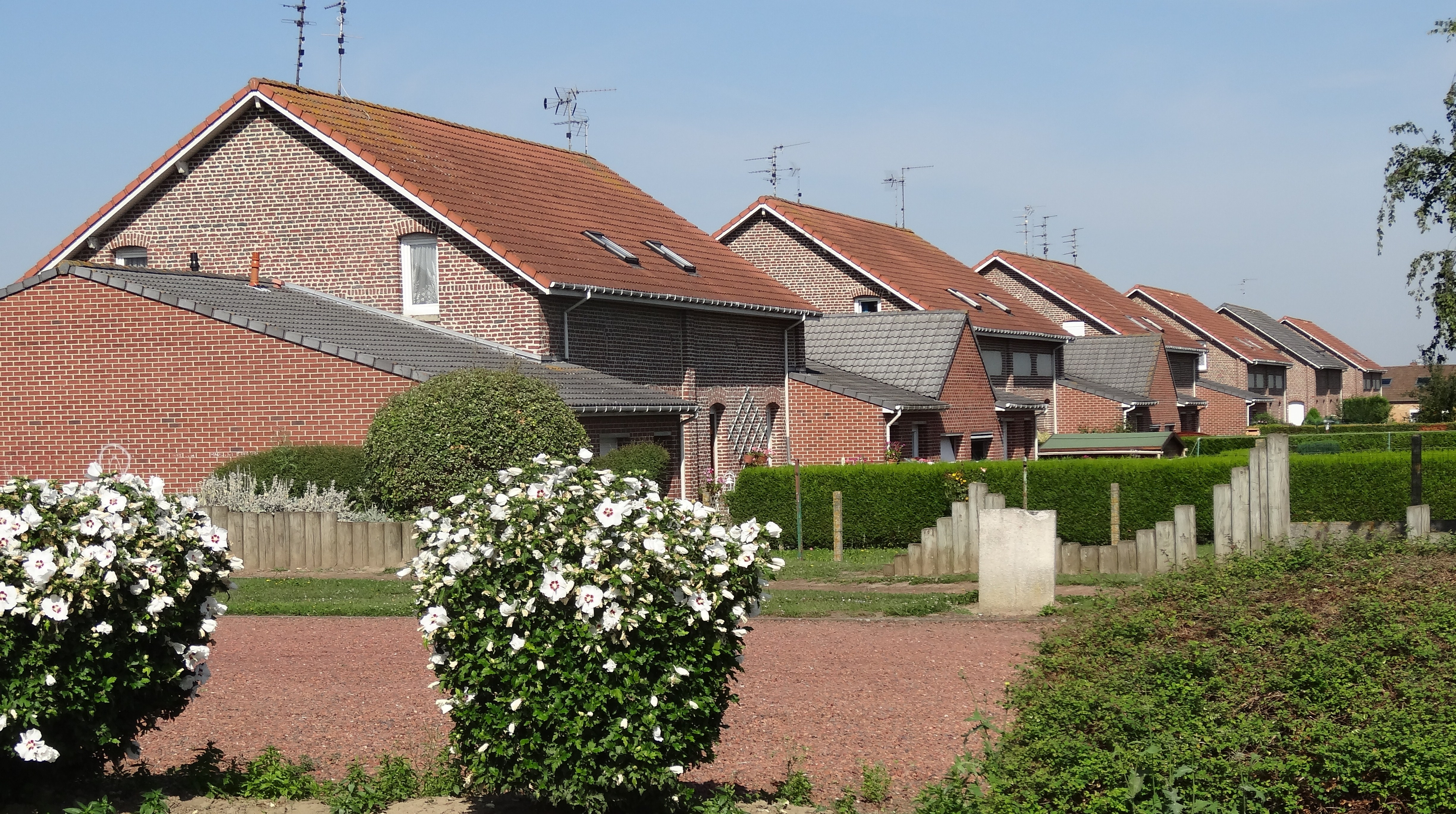
Bergarbeitersiedlung Sainte-Barbe
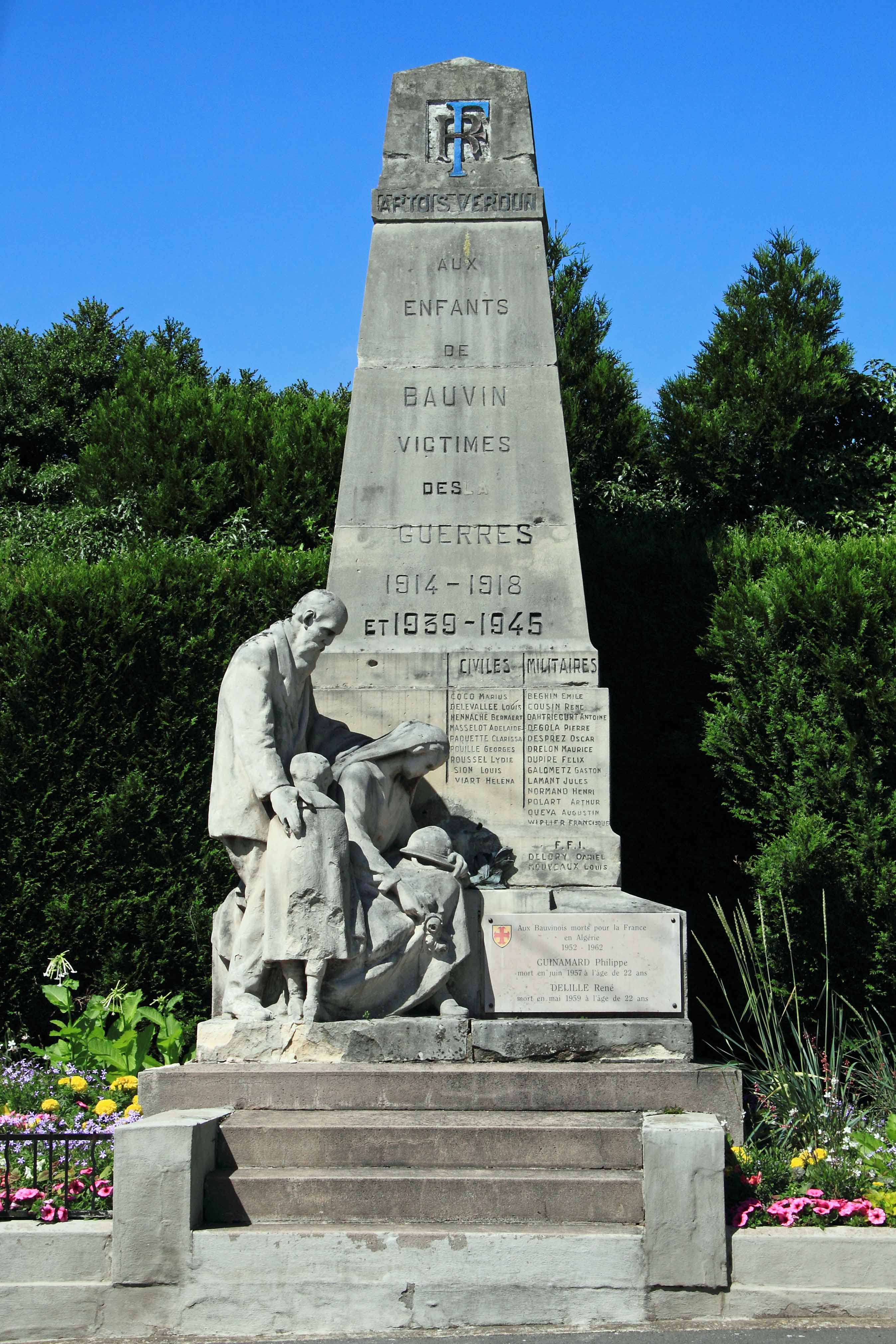
Gefallenendenkmal
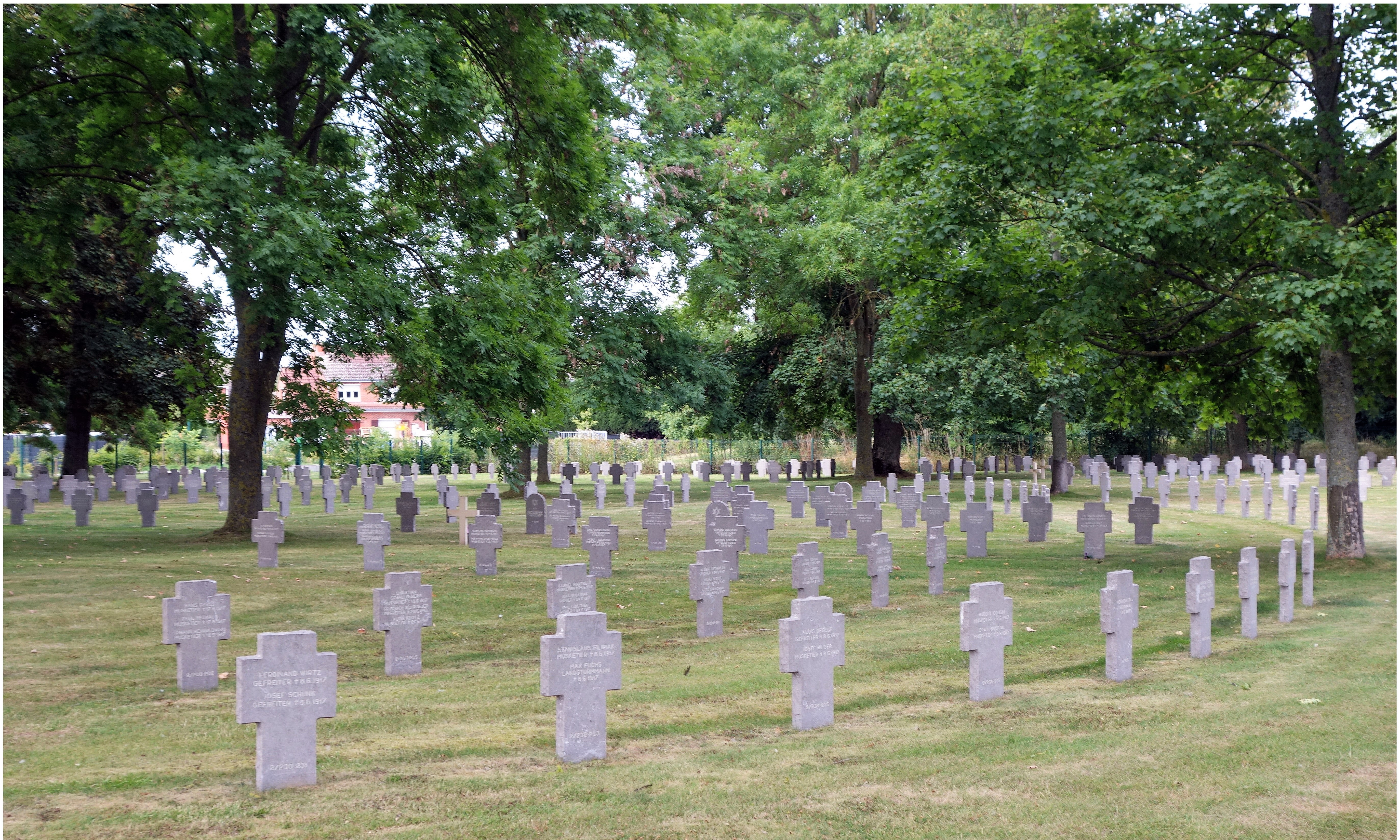
Deutscher Soldatenfriedhof

- Kirche Saint-Quentin
- Bergarbeitersiedlung Cité des Vieux-Corons
- Bergarbeitersiedlung Sainte-Barbe
- Gefallenendenkmal
- Deutscher Soldatenfriedhof

## Verkehr

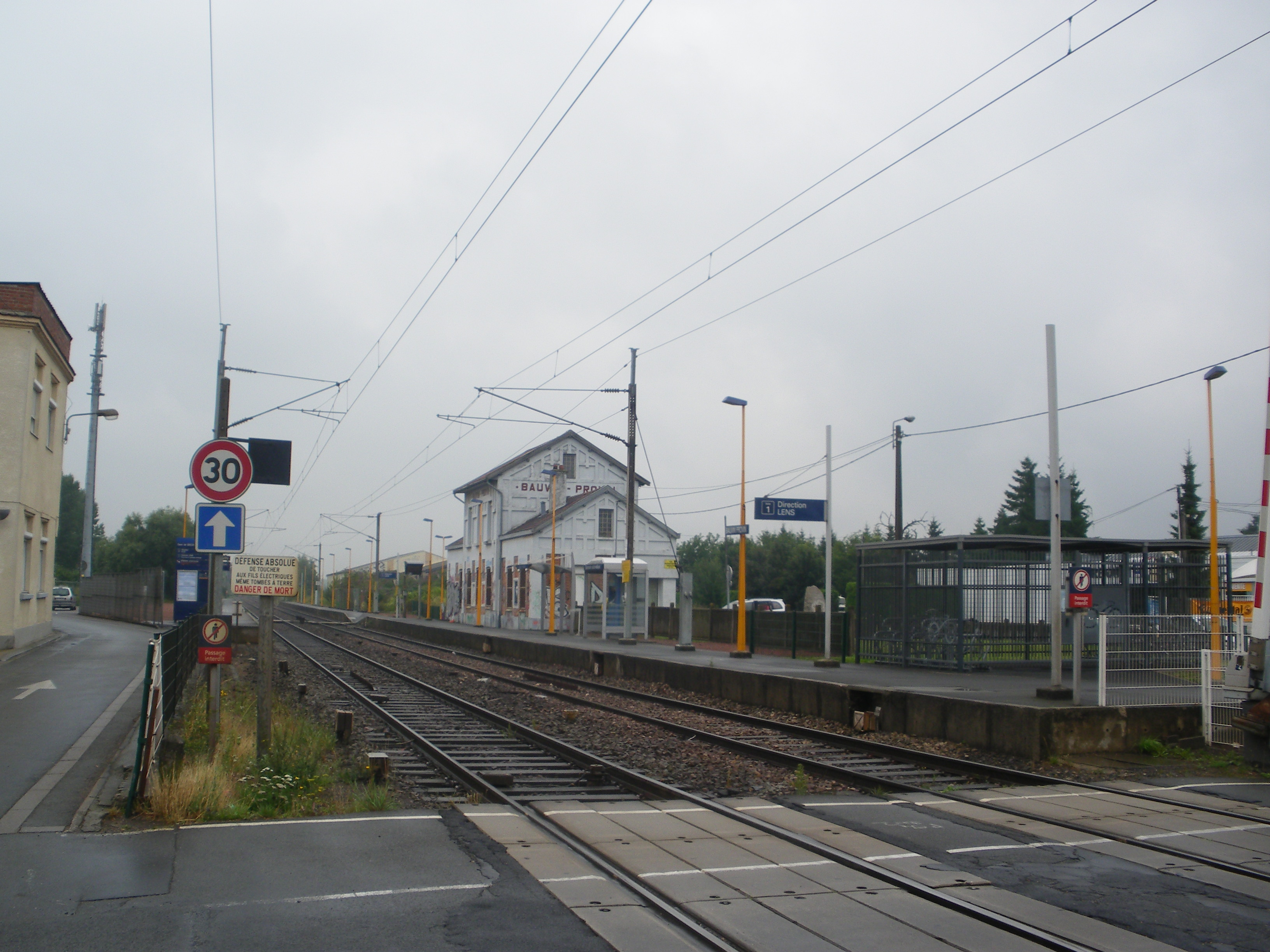
Bahnhof Bauvin-Provin

Der Bahnhof Bauvin-Provin befindet sich im Osten der Stadt an der Grenze zur Gemeinde Provin. Er liegt an der Bahnstrecke Lens–Don-Sainghin, die zwischen Bauvin und Don am 3. November 1879 von der Compagnie du chemin de fer de Lille à Valenciennes et ses Extensions eröffnet wurde. Die Compagnie des chemins de fer du Nord (NORD) nahm 1882 deren Verlängerung nach Lens in Betrieb und übernahm im Jahr darauf die Strecke nach Don. Ab 1879 existierte zudem eine Strecke nach Hénin-Beaumont; deren Personenverkehr endete im Jahr 1941, 1960 wurde sie stillgelegt.
Durch den Ort führt die M 39 (ehemalige Departementsstraße D 39). Nächste Autobahn-Anschlussstellen sind Oignies an der A 1 und ZI Artois-Flandre an der A 21 in Lens.